# Procès des sorcières de Torsåker
Le procès des sorcières de Torsåker est un procès ayant pris place en 1675 au sein de la paroisse de Torsåker en Suède. Il est le plus grand procès de sorcières de l'histoire de la Suède. En un jour, 71 personnes, dont 65 femmes et 6 hommes, furent décapitées et brûlées.

## Origine de l'enquête et procès
Le procès de Torsåker, qui condamna à la mort presque un cinquième de la population féminine de la région de l'époque, s'inscrit dans le contexte d'une vague d'hystérie collective contre les sorcières, connue sous le nom de stora oväsendet (« le grand tumulte » en langue suédoise), ayant commencé en Suède à la suite du procès de Gertrud Svensdotter contre Märet Jonsdotter à Dalarna en 1668. Les églises étaient fortement incitées à remonter toute information sur des faits de sorcellerie dans leurs paroisses, et faute de séparation claire de l'Église et de l'État, les prêtres luthériens, employés par ce dernier, devaient se conformer aux instructions du gouvernement.
L'État ordonna ainsi au clergé d'employer une partie des sermons à raconter les crimes commis dans la région aux congrégations réunies, et notamment les crimes de sorcellerie. En conséquence, des rumeurs de sorcellerie se répandirent vite dans cette région, où les procès de sorcières étaient jusqu'alors rares. Une commission spéciale du Norrland, dirigée par le baron et lieutenant général Carl Larsson Sparre, gouverneur général de Västernorrland Län, fut créée pour faire face à cette peur nouvelle des sorcières.
Le procès commença lorsque le juge assesseur Johannes Wattrangius, de la paroisse de Torsåker, demanda à Laurentius Christophori Hornæus, de la paroisse d'Ytterlännäs, d'enquêter sur des faits de sorcellerie au sein de sa paroisse. Le tribunal de district se trouvait alors à Hammar, dans le comté d'Ytterlännäs.

### Méthodes d'enquête
L'essentiel des anecdotes entourant ce procès sont issues du témoignage que Britta Ruffina, femme de Laurentius Hornaeus, donna à son petit-fils Jöns Hornaeus, qui le documenta et le publia en 1771 sous le nom de "En sannfärdig berättelse om det för 100 år sedan förlupna grufverliga Trolldoms-Oväsendet i Sverige" ("La véritable histoire des cent ans d'horrible tumulte des sorcières en Suède").
Jöns Hornaeus y fait état des méthodes discutables utilisées par Hornaeus pour identifier les sorcières. L'une d'entre elles consistait à demander à des garçons, les Nordingrågossarna ("les garçons de Nordingrå"), de se tenir aux portes de l'Église, et de désigner les sorcières à l'aide d'une marque invisible présente sur leur front, qu'eux seuls pouvaient voir. Payés pour leurs services, les garçons pouvaient parfois faire preuve de zèle, l'un d'eux allant jusqu'à pointer du doigt la femme d'Hornaeus, Britta Rufina, qui le gifla pour son impudence.
Cette anecdote met en relief le manque de fiabilité des témoignages recueillis par le prêtre chargé de l'enquête, qui se servait essentiellement d'enfants comme témoins de l'accusation. Pour les mener à admettre qu'ils avaient été enlevés par des sorcières pour servir au sabbat de Satan, Hornaeus n'hésita pas à recourir à des méthodes extrêmes, telles que la violence physique, des bains glacés, ou de menacer les enfants de les brûler vifs dans un four, s'ils n'avouaient pas. Jöns Hornaeus écrit dans Sannfärdig berrättelse que certains témoins eurent des séquelles à vie à la suite de ces violences, et que les enfants de la région, même soixante ans après, avaient peur d'approcher de la maison où son grand-père vivait.
Jöns Hornaeus remet en question la véracité des témoignages recueillis à l'époque, déclarant par exemple que "les enfants apportaient leurs preuves non seulement par ignorance, mais également poussés par leurs pères, heureux que leurs femmes aient été déclarées coupables puisque Satan avait ôté tout amour et toute affection entre eux".

### Le procès
Le 15 octobre 1674, le procès des sorcières de Torsåker commença. Une centaine de personnes, hommes et femmes, y furent accusées par les enfants. Le chef d'accusation principal fut l'enlèvement d'enfants par les sorcières pour les faire participer à un sabbat satanique sur la Blockula (Blåkulla en suédois moderne), île légendaire où le Diable tiendrait ses cérémonies.
Complétés par les aveux des accusées, souvent obtenus sous la torture, et par les témoignages spontanés d'une population en proie à la peur, les accusations portées par les enfants, parfois très jeunes, furent considérées comme preuves suffisantes, en dépit des contradictions et des conditions dans lesquelles elles avaient été réalisées (pression sociale, recréation de sabbats, etc.).
Parmi les accusées, la propre mère de Laurentius Hornaeus, Elisabeth "Målares", et sa tante, Moses Brita, furent condamnées à mort.
Les jugements furent signés par Johan Andersson Hambraeus, président du district judiciaire de Hammar, le 5 novembre 1674.

## Exécutions

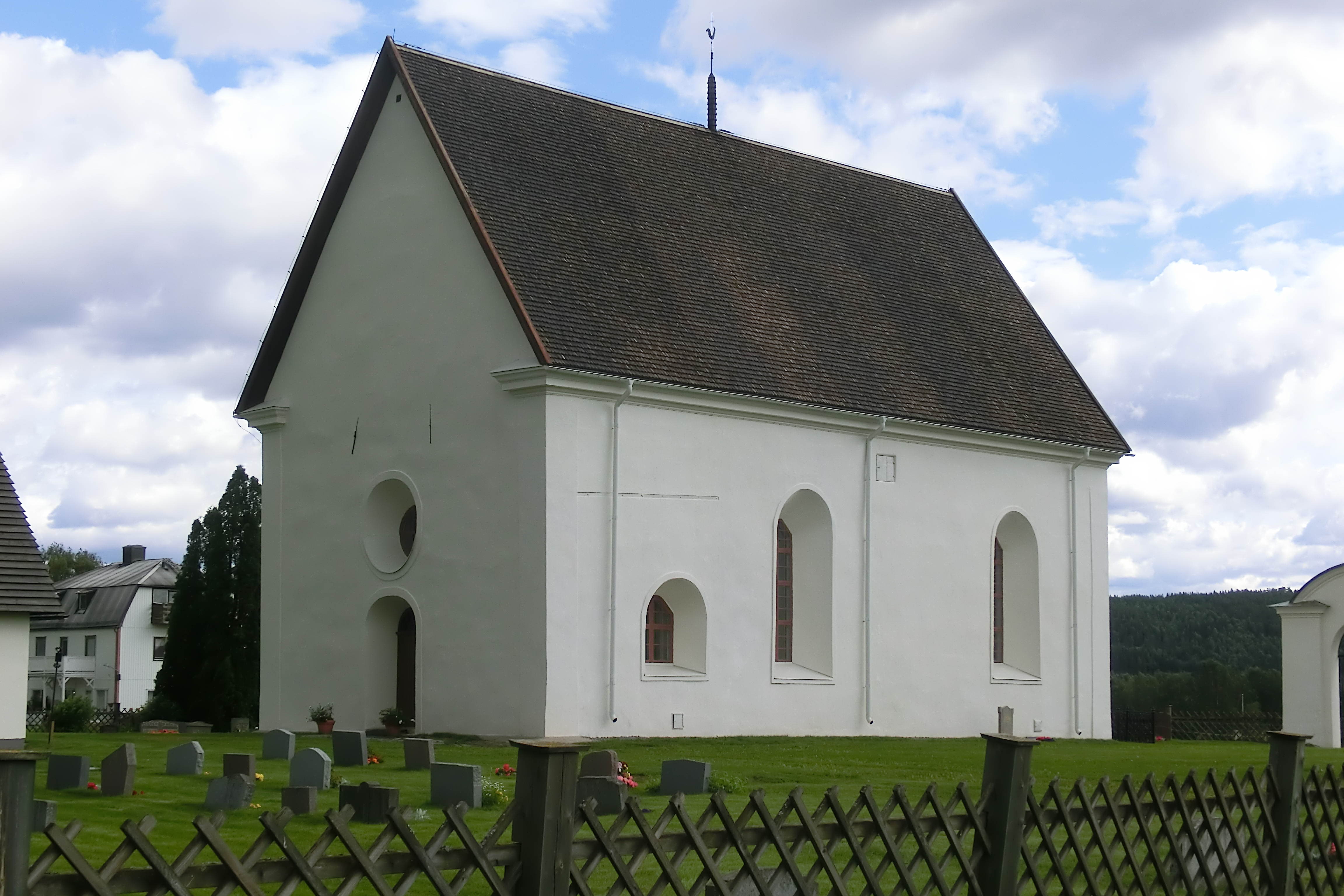
Eglise de Torsåker

Le 1er juin 1675, un sermon fut prononcé dans l'église de Torsåker, lors duquel les 71 prisonnières et prisonniers eurent la confirmation de leur condamnation à mort, dont ils avaient jusque là eu le doute. Jöns Hornaeus reproduit dans son livre la scène d'exécution telle que sa grand-mère l'a vue et contée :
Ils commencèrent enfin à comprendre ce qui allait leur arriver. Des cris de vengeance s'élevèrent vers le Ciel contre ceux qui causaient leurs morts innocentes, mais les pleurs et les supplications ne leur furent d'aucune utilité. Les parents, les hommes et les frères les entourèrent d'une haie de piques [la spetsgård, qui servait à empêcher les condamnés de s'échapper]. Beaucoup s'évanouirent sur le chemin, par faiblesse et angoisse de la mort, et d'autres furent portés par leur famille jusqu'au lieu d'exécution, qui se trouvait alors au milieu de l'ensemble paroissial, à cinq kilomètres des trois églises, dans un lieu qui s'appelle encore Bålberget , "La Montagne du Bûcher".
Une fois sur la montagne, les prisonnières et prisonniers furent décapités à l'écart des bûchers, pour éviter que le sang n'imbibe le bois et le rende difficile à allumer. Les familles ôtèrent ensuite les vêtements des condamnés et portèrent leurs cadavres jusqu'aux bûchers, qui furent allumés et laissés se consumer jusqu'à extinction.

## Conséquences

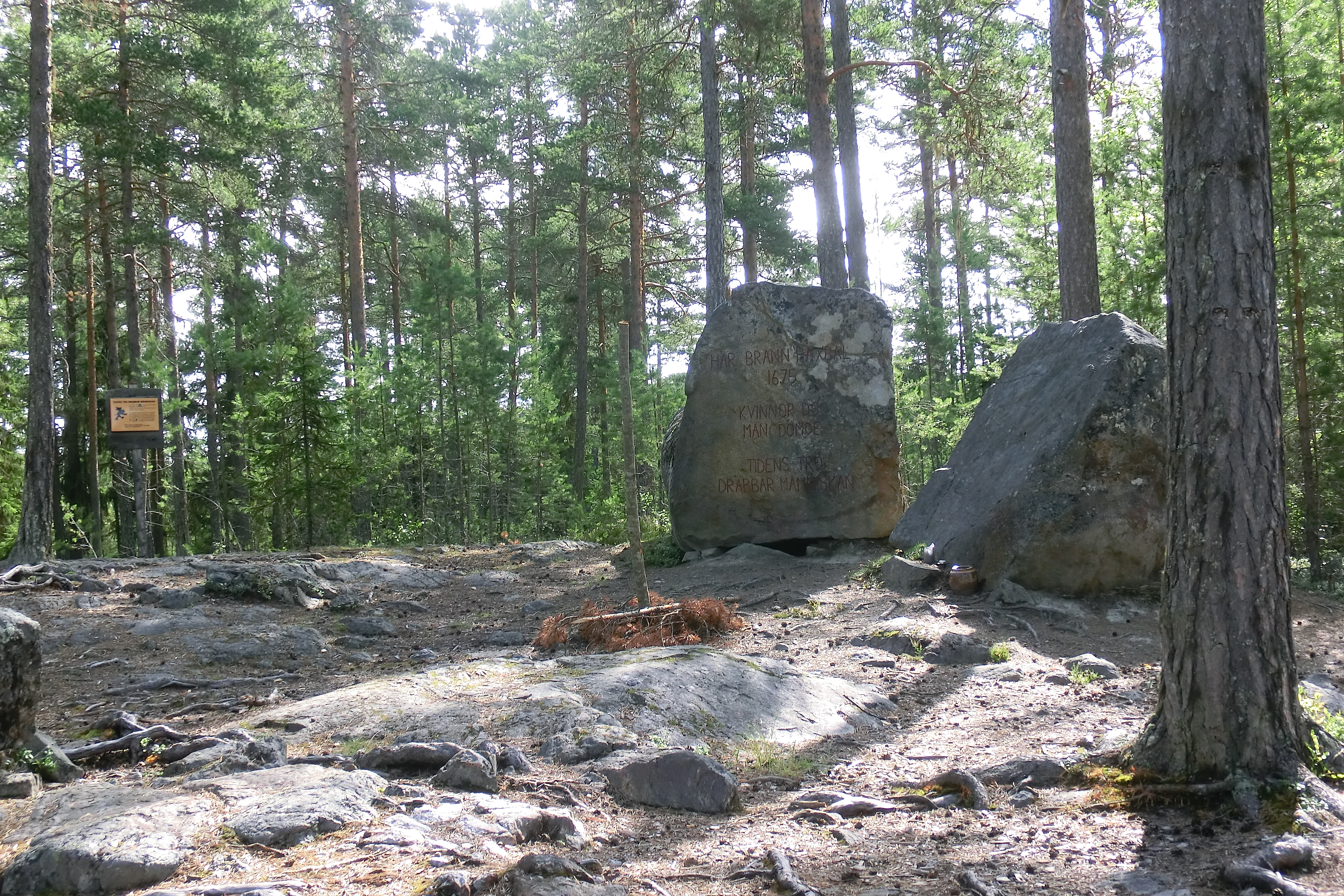
Pierre dressée en 1975 en mémoire des victimes du procès de Torsåker, sur le site de Häxberget ("La montagne des sorcières")

Dès le commencement du procès, la légitimité des exécutions conduites à Torsåker fut considérée comme douteuse, car ni la commission, ni la cour locale n'avaient le droit de conduire des exécutions à mort. La seule à le pouvoir était la cour suprême, qui n'appliquait ce droit qu'à une minorité de personnes condamnées. Dans le cas de Torsåker, la commission ne rapporta pas ces sentences à la cour suprême, et les prisonnières et prisonniers furent exécutés sans confirmation des instances judiciaires supérieures, rendant leur exécution non conforme d'un point de vue légal. En conséquence, la commission fut appelée à la capitale pour répondre de ses actions. Elle fut défendue par les autorités locales de Torsåker, mais à la suite des procès, il n'y eut plus d'exécutions dans le comté.
La chasse aux sorcières se poursuivit cependant jusqu'à la capitale, et s'acheva avec l'exécution de Malin Matsdotter à Stockholm en 1676. À la suite de cette condamnation, une enquête prouva que les enfants témoins à charge avaient menti, et qu'il s'agissait d'une erreur judiciaire. En 1677, on ordonna aux prêtres du comté de dire aux congrégations que toutes les sorcières avaient été chassées du pays, de manière à empêcher tout futur procès abusif.
Dans les jours qui suivirent le procès, certains garçons qui avaient accusé les femmes (les "Nordingrågossarna") furent retrouvés la gorge tranchée, ou battus à morts.
En 1975, un mémorial fut érigé sur le lieu des exécutions, en souvenir des victimes.
Hans Högman, descendant du pasteur Hornaeus et du juge Wattrangius par la branche maternelle, entreprit de collecter des informations sur les procès, et de documenter le contexte dans lequel s'établit cette chasse aux sorcières,.